# OH-58奇奧瓦偵察直升機
貝爾OH-58奇奧瓦偵察直升機 是一種直升機家族，單引擎單旋翼，可以有觀測和部分攻擊能力。由貝爾直升機公司根據貝爾 206A 噴射騎士改裝生產。OH-58 奇奧瓦自從1968就開始在美軍服役。最新機型是OH-58D 奇奧瓦戰士，主要是擔任陸軍支援的偵察角色。其命名保持美軍以原住民命名的傳統，源於奇奧瓦族。

## 發展沿革

### 輕型偵察直升機(LOH)
1960十月，美國陸軍提出需求案（RFP）需要輕型偵察直升機（LOH）。貝爾和其他12家廠商競標（包含Fairchild-Hiller和Hughes Tool Co. Aircraft Division等公司）。1961年1月，貝爾提出206改裝設計案，因為可以滿足陸軍和海軍需求而中選。原型機為YHO-4。
貝爾共打造五架原型機於1962供陸軍測試。首飛於1962/12/8。同年，所有設計移交聯合設計服務系統，所以原型機改稱YOH-4A，也就是後來的 Ugly Duckling。測試期間，飛行員抱怨飛機有動力問題。
當YOH-4A被陸軍驗收不過時，貝爾提出了源自商用機的解決方案.處理了偵察影像問題，沒有載貨空間且後方三位成員座艙也異常狹窄等等問題。解決方案重新設計機身更有流線型和美感，還多了16單位貨艙空間。重新設計是Model 206A型，貝爾總裁Edwin J. Ducayet 命名JetRanger（飛行騎士）名稱來自大受好評的Model 47J 騎士型。

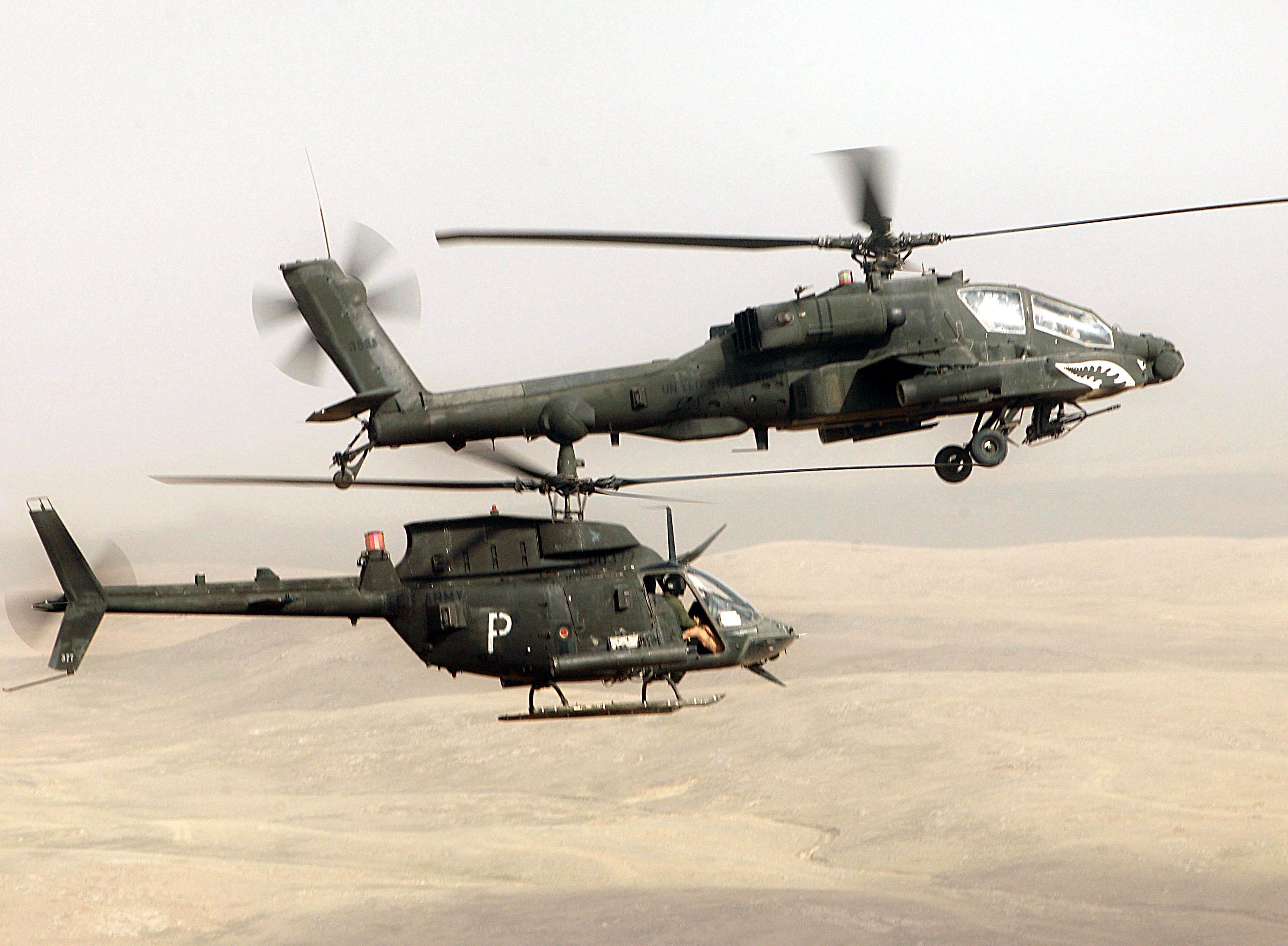
OH-58D和AH-64偕同作戰。

1967年，陸軍重開LOH競標因為Hughes Tool Co. 公司不能滿足生產需求。貝爾再次送出貝爾206A設計。Fairchild-Hiller公司的設計輸給YOH-5A，但是後來他們在市場上推出成了大受歡迎的FH-1100型。最後，貝爾比Hughes更低價而贏得合約，然而貝爾206A重命名為OH-58A。後來陸軍命名會議，又在OH-58A後面加上奇奧瓦之名（一族美國印地安人）。

### 先進偵察直升機
1970年代，美國陸軍開始強化偵察直升機。OH-58A缺乏能力在空曠戰場空域飛行；因為它的高度太高、熱源訊號太強，而空曠地區的偵察正是陸軍戰力缺乏的。此種能力不足會影響其他層面例如將來AH-64A替換AH-1成為主力攻擊直升機後。偵察能力會不足。於是陸軍開始找任何新的空中偵察方案，以刺激廠商研發先進科技；例如夜視和導航科技。陸軍開出的條件如下：
……透過長程光學穩定子系統用於觀測和獲取廣大範圍中所有目標的能力，改良定位能力的電腦導航系統，透過減低引擎音量、低可視度、低雷達面積、低紅外線熱源等來增加生存性，還有透過加大引擎使它能跟上攻擊直升機。
1974三月初，陸軍提出需求要針對特遣隊發展偵察直升機, 並於1975公佈先進偵察直升機（ASH）計畫案。需求要能夠在日夜間使用還有惡劣天氣，並能使用所有先進武器直到1980年代。此專案被「系統取得評議會」通過陸軍也準備在次年開始研發案。 不過，陸軍正要啟動此案時，國會於1977會計年度刪減預算 且ASH 專案管理辦公室(PM-ASH) 也於1976/9/30關閉。
導致接下來幾年沒有實質研發進展，專案雖存在但是沒有足夠預算。1979年11月30日決定延後先進偵察直升機案，並贊成採用修正現有直升機機體的方式取得短期偵察直升機（near term scout helicopter，NTSH）。主要觀景器的研發將改良視野能力，監控鎖定樹木和地形後的目標。過程中UH-1和OH-58都成為NTSH候選案，但是UH-1體積太大也容易被偵測到。而OH-58，在模擬中都比較有匿蹤性。
1980年7月10日，陸軍決定NTSH將從商用直升機修正而來的大方向，尤其是休斯飞机公司研發的Hughes 500D改良成的OH-6幾乎確定中選成競標商之一。

### 陸軍直升機改良計畫 (AHIP)
陸軍決定從"Army Helicopter Improvement Program（AHIP 陸軍直升機提升專案）"取得NTSH的結果。貝爾和Hughes兩公司重新設計自己的直升機來競標。貝爾使用406原型機改裝了一種更大型的OH-58，Hughes則提出一種改良的OH-6，最後1981/9/21貝爾得到了標案。原型機1983年首飛，並於1985年服役，命名為OH-58D。
起先有意順便擔任攻擊直升機角色，和騎兵或砲兵，但是陸軍只核准了最初的偵察角色用於OH-58D；擔任戰場砲兵的前進觀察員。不過陸軍還是接著後續試驗探索未來擔任其他角色的可能性。1986/4/1,8 阿拉巴馬州Fort Rucker的陸軍特遣隊希望補充不足的AHIP。考慮後結論，陸軍放棄OH-58D改裝AHIP的可能，轉而集中在1988的LHX案，但國會還是通過1億3800萬美元預算拓展AHIP計畫搭配阿帕契直升機的「獵殺組合」；AHIP負責鎖定目標，阿帕契則從訊號得到目標發射飛彈.然而，經由118特遣隊使用的OH-58D於中東支援Prime Chance行動經驗，陸軍部長下令OH-58D武器系統要升級，且主要用於武裝偵察和盯哨。

## 服役戰史

### 「主要機會」行動
1988年初，陸軍決定裝備武裝型OH-58D (AHIP) 給118th飛行隊替換舊的SEABAT（AH-6/MH-6）160th飛行隊外派執行Prime Chance「主要機會」行動，護航兩伊戰爭期間的油輪。
1988年2月24日，兩架AHIP直升機前往Wimbrown VII，並且把之前的SEABAT用船運回美國。接下來幾個月，AHIP在Wimbrown VII 和SEABAT一起執行護衛任務。偕同作業很困難，但是SEABAT直到1988七月才被AHIP 取代。 OH-58D 機員都有受過海軍甲板著陸和海中求生訓練。
1988十一月，支援118th飛行隊的OH-58D數量減少。但是依然繼續在海軍的機動海上基地「海克利斯」號、巡防艦Underwood號、驅逐艦Connolly號等處服役。OH-58D主要偵察任務都在夜間，支援護航和船艦調度，陸軍直升機通常靠機動海上基地調度整補而其他作戰船艦約一到兩週會入港整補。
在1989/9/18，一架OH-58D夜間被擊落海中，但是無人死亡。當機動海上基地1989年9月停止操作後，除了五架OH-58D外所有直升機都回到美國。

### 反毒
1989年，國會要求陸軍國土防衛計畫 將把重點放在毒品戰爭，用於幫助盟國和地方執法機構實行"國會特許權力"。所以1992陸軍國土防衛署成立了偵察與空中禁航特遣隊（RAID），在31州設立飛行隊使用76架改裝型OH-58A對抗空中非法運毒。1994年中24個州進行1,200項偵察與空中禁航任務，其中許多是夜間任務。最後，計畫擴充到32個州機隊增加到116架，包含亞利桑那州西部飛航訓練站（WAATS）的一些教練機。
反毒任務現在也轉型成反恐功能一環：美國邊境巡邏隊，支援國土防衛。
國土防衛的有效區域（AO）是美國國防部中權力範圍唯一擴及全土的部門。

### 正義之師行動

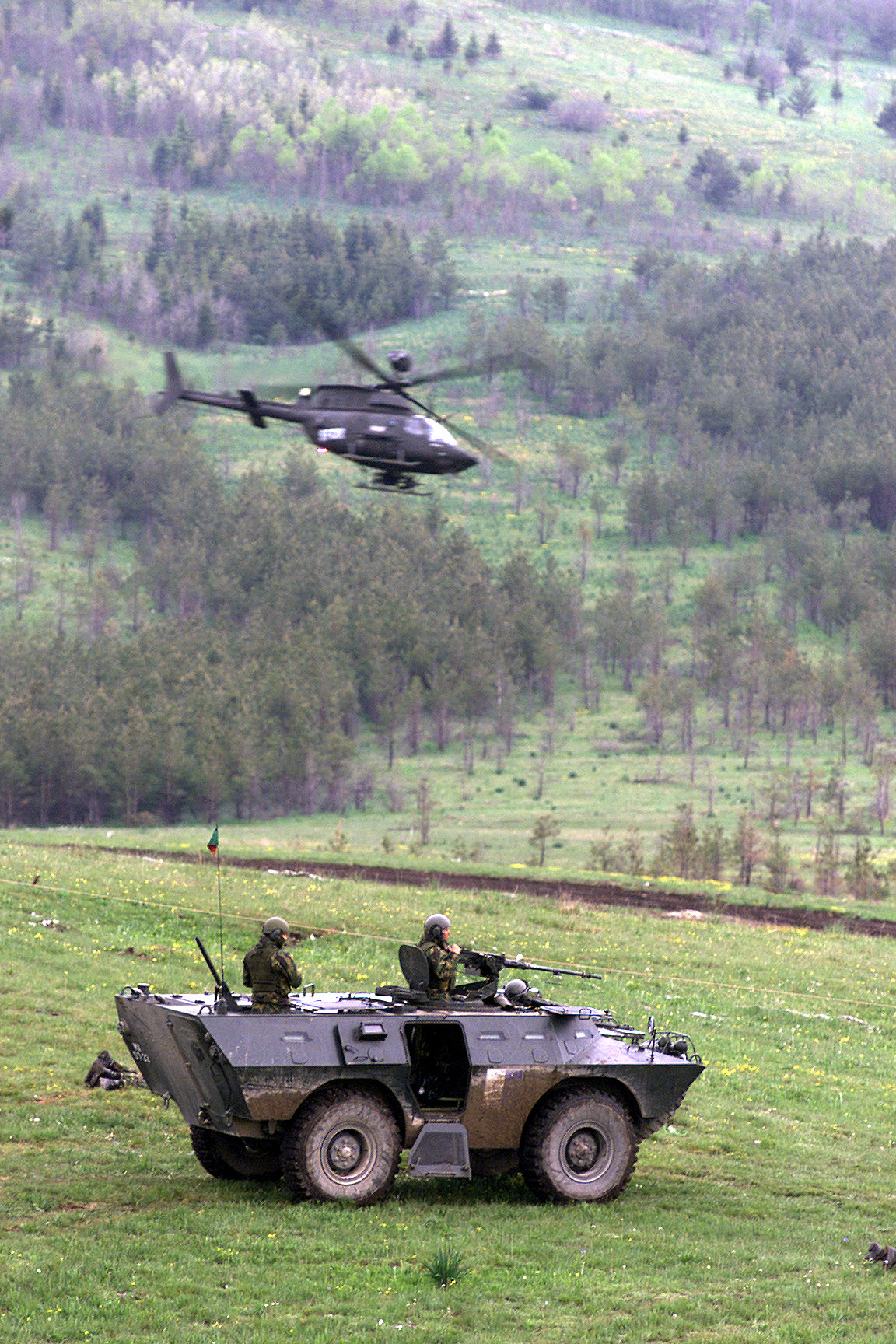
擔任裝甲車地面部隊的前鋒偵察

正義之師行動期間，航空特遣隊偵察小組的OH-58和一架AH-1，巡邏巴拿馬Fort Amador時OH-58被巴拿馬軍士兵開火打中，在巴拿馬灣墜落100碼。一位駕駛員獲救一位死亡。

### 韓國
1994年12月17日，北韓37毫米高射炮擊落一架誤入38度線緩衝區以北的OH-58C。一人死亡，一人被北韓抓走。幾週後釋放。

### 伊拉克
2003三月，美軍OH-58D奇奧瓦戰士加入伊拉克戰爭。由於機體使用年限已久，預計陸軍下一次的採購案中OH-58都將更換成ARH-70。

## 衍生型

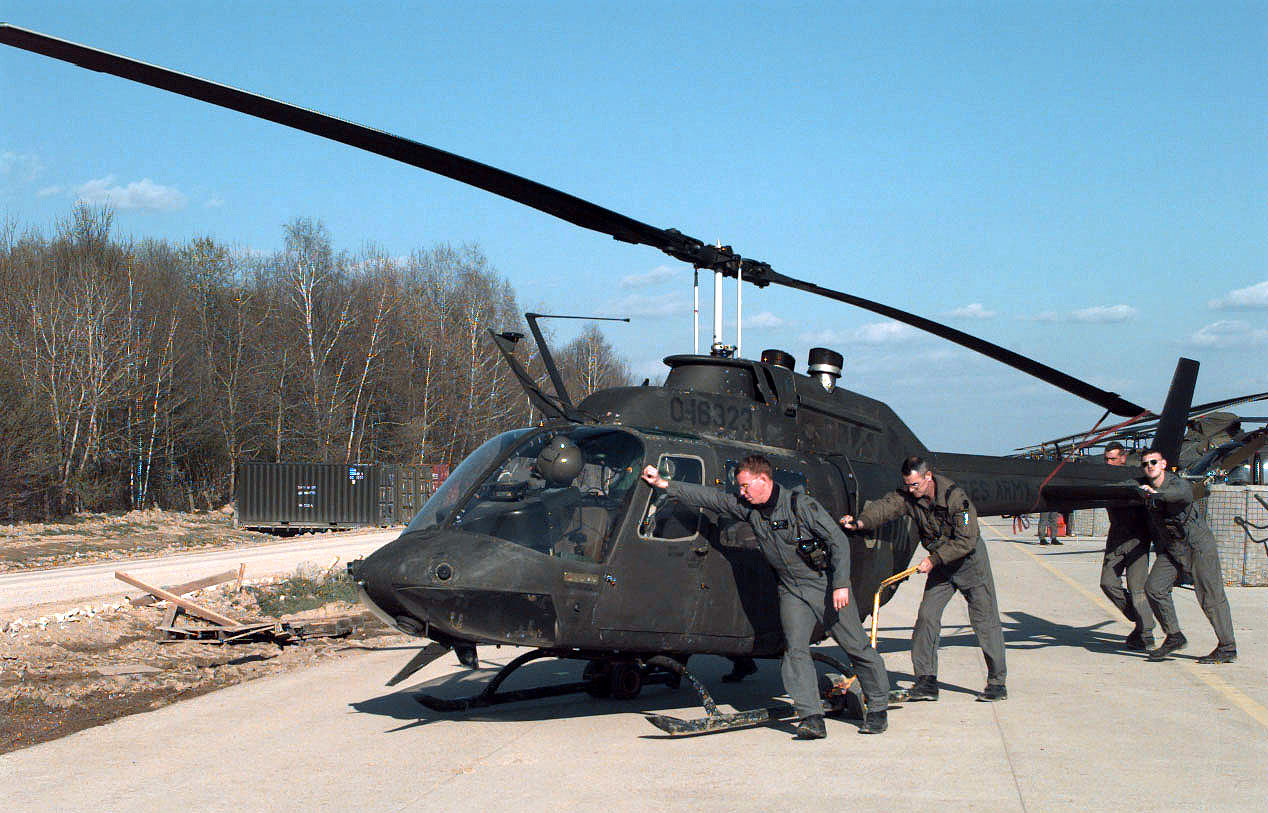
OH-58 奇奧瓦。

### OH-58A
OH-58A 奇奧瓦 是一種4功能的偵察直升機。奇奧瓦可以容納兩位駕駛，但設計中左邊的儀表版被移除，當成單純的觀測員座。而觀測員的任務是定位敵人目標並回報和引導砲兵攻擊。基於越戰的經驗，機上還裝了M134 7.62 mm 加特林機槍。
74架OH-58A賣給加拿大的稱為COH-58A 並且重新改裝成CH-136 . 澳洲也買進OH-58A裝備給陸軍。澳洲外銷版代號是 CA-32，這批本來是206B-1 後來才改裝成OH-58A（升級引擎和更長的旋翼）。55架中的頭12架由美國製造後分解裝船運到澳洲再組裝。
1978年，OH-58A 升級了引擎和動力部件成為OH-58C。在1992年，76架OH-58A都升級了引擎、感熱影像系統、通訊套件，還加強了導航系統和即時減速煞車以配合陸軍國土防衛的反毒計畫（RAID）。這批稱為"OH-58A+" 部署在31州和西部陸軍飛航訓練站（WAATS）。1994年夏季結束時，24州已經參加此反毒計畫。此計畫目前擴充到32州總計116架飛機。

### OH-58B
OH-58B 奇奧瓦是給澳洲的OH-58A外銷版。

### OH-58C

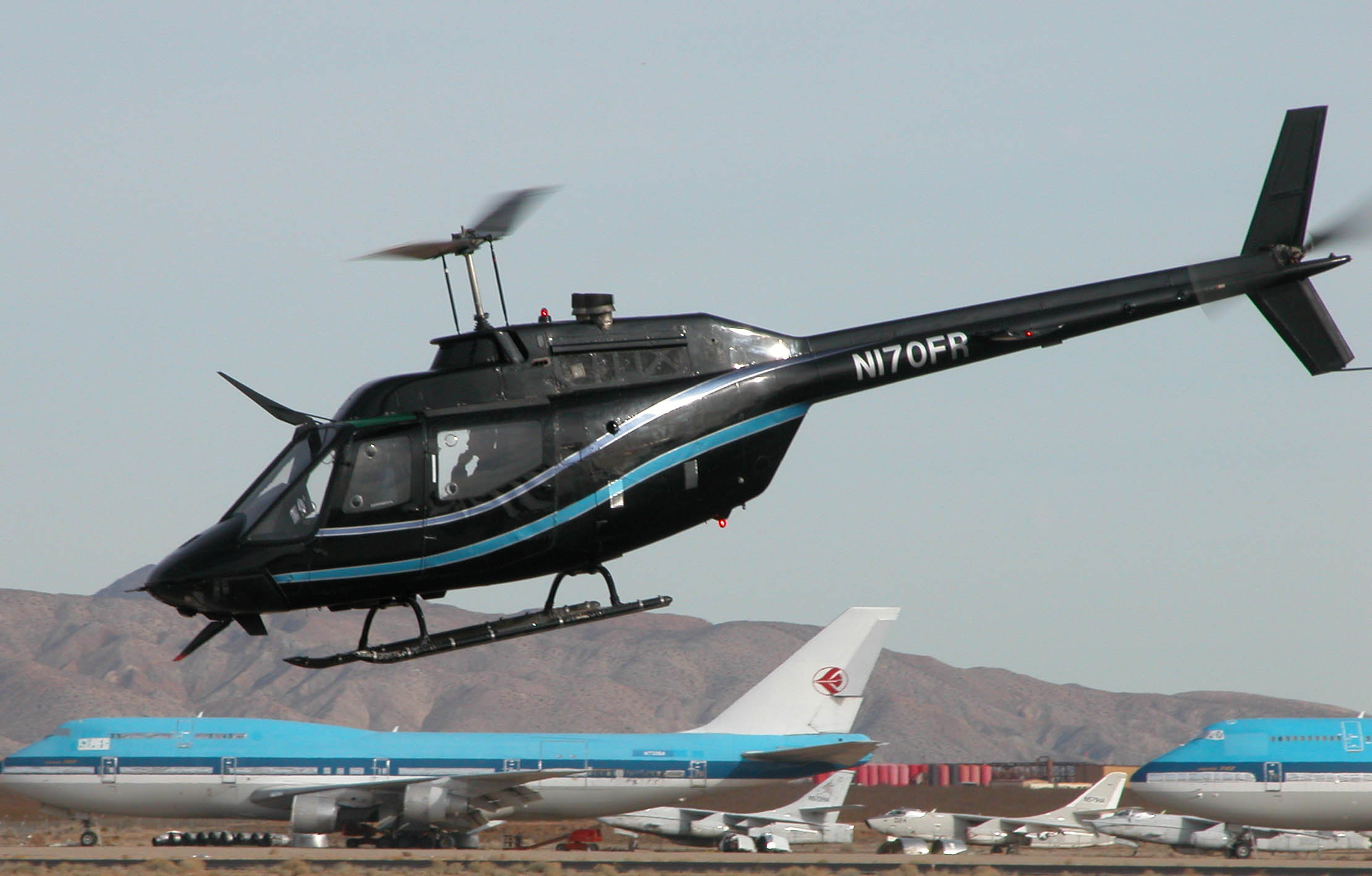
OH-58C於國家試飛員學校。有平滑的擋風玻璃和紅外線抑制器

改裝了更強的引擎後OH-58C 可以解決更多前型奇奧瓦的問題。新引擎一大好處是抑制了紅外線IR散發量於它的渦輪機上。早期"C" 型平滑的玻璃艙是為了減低陽光反射，避免被敵人看見反光。但是此玻璃對視野有限制，遜於前型的視野範圍。
C型還有更大的儀表版，比OH-58A儀表版大1/3，裝備了更大的飛行儀器。例如夜視鏡(NVG) 相容的座艙照明燈。此燈光度和光波特殊設計不會妨礙夜視鏡的功能。OH-58C 也是美軍第一架裝備AN/APR-39雷達探測器的直升機，該裝置可以提醒駕駛員自己是否被防空雷達掃到。
一些OH-58C 裝有兩枚AIM-92空射型刺針飛彈。被稱為OH-58C/S，那"S" 表示Stinger刺針。空對空刺針（ATAS）掛於兩側；可以提供奇奧瓦空中防禦力，支援阿帕契直升機攻擊戰車時可能遭到別的直升機攻擊的風險。

### OH-58D

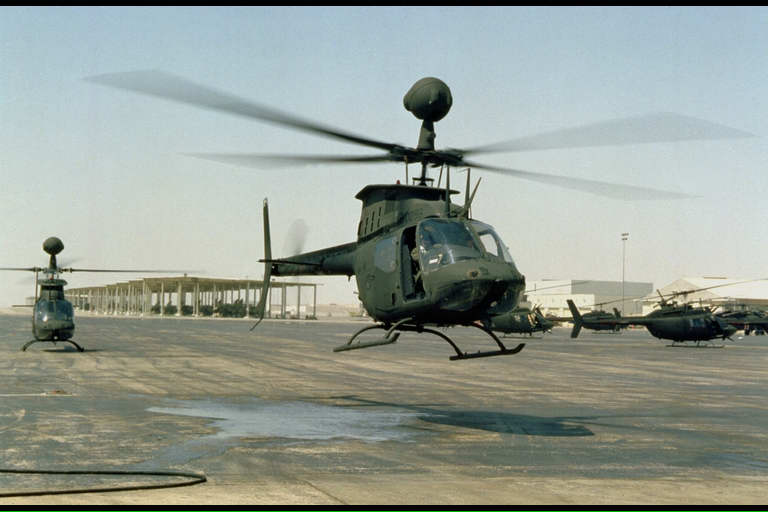
OH-58D

OH-58D（貝爾 Model 406）是陸軍直升機升級案（AHIP）的成果。該專案認真分析了偵察直升機的一切需求。傳動裝置和引擎升級加強了馬力，四旋翼比兩旋翼OH-58C更安靜。另外OH-58D提供了穩定的平台裝設；主瞄準器 (MMS) 電視攝影系統（TVS），感熱影像系統 (TIS)，雷射測距指示儀（LRF/D）等裝置於機頂。新裝置使該機可以在日夜間都標定敵人目標，即使在低能見度的天候下依然有效。
15架升級版的OH-58D（有時稱為MH-58D）賣給沙烏地阿拉伯 改名為貝爾 406CS. 一台Saab HeliTOW 瞄準系統加裝到MMS上面，位於左邊駕駛座上方。
406CS 兩側還有可拆卸式的武器掛架。

#### 奇奧瓦戰士
「奇奧瓦戰士」是武裝版的OH-58D奇奧瓦，主要不同是奇奧瓦從原本的AHIP加裝通用武器掛架於兩側，此種派龍架還能掛空對地AGM-114地獄火飛彈、空對空AIM-92刺針飛彈(ATAS)、Mk 66 7管2.75吋九頭蛇70航空火箭彈(70mm Hydra-70)火箭莢艙，或白朗寧M2重機槍(12.7mm、0.50吋)。奇奧瓦戰士還升級了引擎馬力、導航、通訊、裝甲等項目。

## 服役國
- 澳洲陸軍[28]
  - 第161偵察分隊(OH-58A/CA-32)
  - 第162偵察分隊(OH-58A/CA-32)
  - 陸航訓練中心(AAvnTC)

所有都將換成歐洲虎式攻擊直升機
- 澳洲海軍 - Former operator
  - 第723騎兵營換成AW109和AS350 擔任教練機[42]

 奥地利
- 奧地利聯邦陸軍
OH-58B
  - Fliegerregiment 1[43]

 加拿大
- 加拿大皇家空軍
COH-58A/CH-136 (1971-1995)
  - 加拿大第3飛行學校 
  - 第400戰術直升機騎兵營 
  - 第401戰術直升機騎兵營 (disbanded 23 June 1996) 
  - 第403訓練隊 
  - 第408戰術直升機騎兵營 
  - 第411戰術直升機騎兵營（解散1996/6/23）
  - 第422戰術直升機騎兵營（解散1980/8/16）
  - 第427戰術直升機騎兵營 
  - 第430戰術直升機騎兵營 (430e Escadron Tactique d'Hélicoptères) 
  - 438 戰術直升機騎兵營 
  - 航太工程測試館[44]

 中華民國
- 中華民國陸軍航空特戰指揮部[45]
OH-58D(奇奧瓦戰士)
  - 第601航空旅
  - 第602航空旅
  - 飛行訓練指揮部

- OH-58C[46]

 沙烏地阿拉伯
- 沙烏地阿拉伯皇家空軍[36]
貝爾406CS
  - 第1飛行大隊

 美国
- 美國陸軍
OH-58A/C
  - 老鷹飛行分隊，Fort Irwin
  - 老鷹飛行分隊，Fort Polk
  - 偵察與禁航分隊(RAID),32個州都有

OH-58D奇奧瓦戰士
  - 第1騎兵營第6騎兵團
  - 第2騎兵營第6騎兵團
  - 第4騎兵營第6騎兵團
  - 第6騎兵營第6騎兵團
  - 第1騎兵營第17騎兵團
  - 第2騎兵營第17騎兵團
  - 第3騎兵營第17騎兵團
  - 第6騎兵營第17騎兵團
  - 第7騎兵營第17騎兵團

## 技術規格
基本信息
- 机组：2人（飛行員）
- Fuel capacity: 110 加侖(454 升)

性能
武器

OH-58D奇奧瓦戰士可以同時搭載下列四種武器中的兩種；兩側有通用武器掛架（UMP，Universal Weapons Pylon）：
- M279發射架裝備2枚AGM-114地獄火飛彈
- M260火箭莢艙裝備7枚Hydra 70／CRV7 2.75吋（70mm）火箭彈
- 1挺白朗寧M2重機槍0.50吋（12.7mm），備彈500發（內含彈匣）掛於左側
- 2枚AIM-92刺針空對空飛彈

## 外部連結
- OH-58 fact sheet
- M134 armament system
- OH-58 page on GlobalSecurity.org（页面存档备份，存于）
- OH-58D Kiowa Warrior on Deagel.com（页面存档备份，存于）